# 密告 (ソフトウェア)
密告（みっこく）とは、Shareのキャッシュを管理するツールである。
Diffuseキャッシュも含め全てのキャッシュを表示させることが出来ることが特徴である。

## 概要
密告を利用するためには、larkが作成したShareCacheListを別途用意する必要がある。
これはキャッシュ一覧を取得するために使われる。
また、同じくlarkが作成したShareCCを用意することで、キャッシュを復号してファイル本体を取り出すことができる。
現在、密告にはDelφ初心者が作成したMikkokuプラグインが付属しており、Share本体と連携させることが出来る。
この連携機能によって、密告側で指定したファイルをShare本体のトリガに追加することが出来る。
これは、ダウンロード未完了のキャッシュやDiffuseキャッシュを完全なものにする用途を想定した機能である。
密告はShare本体と同時に起動することができないが、隠し設定を変更することで制限付きであるが同時起動が可能となる。
この変更は上記の連携機能を利用するためには必須となる。
密告は利用しているShareCacheListの制限により、Unicodeに対応していない。
そのため、日本語以外の文字が使われているファイル名を基本的に正しく扱えない。

## 主な機能
- 全てのキャッシュを表示する
- ファイル名による検索
- 任意のキャッシュを復号してファイルとして保存
- *※IDは消滅する。
- 任意のキャッシュの削除
- 任意のキャッシュをShare本体のトリガに追加

## リンク
- 本の虫 - 本の虫（作者のサイト）閉鎖（2007年2月12日時点のアーカイブ）
- 密告について アーカイブ 2006年4月24日 - ウェイバックマシン